# Околи (Опольське воєводство)
Околи (пол. Okoły) — село в Польщі, у гміні Мурув Опольського повіту Опольського воєводства.
Населення — 93 особи (2011).

## Демографія
Демографічна структура станом на 31 березня 2011 року:
|          | Загалом | Допрацездатний вік | Працездатний вік | Постпрацездатний вік |
| -------- | ------- | ------------------ | ---------------- | -------------------- |
| Чоловіки | 51      | 15                 | 30               | 6                    |
| Жінки    | 42      | 8                  | 26               | 8                    |
| Разом    | 93      | 23                 | 56               | 14                   |